# Чилинское сельское поселение
Чилинское се́льское поселе́ние — муниципальное образование в Кожевниковском районе Томской области Российской Федерации.
Административный центр — село Чилино.

## История
По данным на 1926 год — Чилинский сельсовет входил в состав Вороновского района Томского округа Сибирского края. Административный центр Чилинского сельсовета — село Чилинское, входили: деревня Летяжье (б. пос. Михайло-Архангельский, основана в 1907), мельница Мельница  Гриднева (основана в 1913).

Статус и границы сельского поселения установлены Законом Томской области от 10 сентября 2004 года № 202-ОЗ «О наделении статусом муниципального района, сельского поселения и установлении границ муниципальных образований на территории Кожевниковского района».

## Население
| 2002  | 2010  | 2012  | 2013  | 2014  | 2015  | 2016  |
| ----- | ----- | ----- | ----- | ----- | ----- | ----- |
| 1254  | ↗2019 | ↘2018 | ↘2009 | ↘2004 | ↘1975 | ↘1966 |
| 2017  | 2018  | 2019  | 2020  | 2021  |       |       |
| ↗1988 | ↘1986 | ↘1970 | ↘1951 | ↗1952 |       |       |

## Состав сельского поселения
| № | Населённый пункт | Тип населённого пункта       | Население |
| - | ---------------- | ---------------------------- | --------- |
| 1 | Базой            | село                         | ↘512      |
| 2 | Батурино         | село                         | ↘331      |
| 3 | Ерестная         | деревня                      | ↗289      |
| 4 | Чилино           | село, административный центр | ↗820      |